# 吉田延雄
吉田 延雄（よしだ のぶお、1957年12月1日 - ）は、日本の国家公務員、技術公務員。建設省、環境省に勤務し、内閣府大臣官房審議官。建設物価調査会理事を経て、阪神水道企業団企業長。

## 経歴
大阪府生まれ。大阪大学大学院工学研究科土木工学専攻修了。
1982年 (昭和57年)、建設省入省。中部地方建設局 (現在の中部地方整備局) 勤務を経て、2003年 独立行政法人水資源機構管理部管理企画課長、近畿地方建設局 (現在の近畿地方整備局) 琵琶湖工事事務所長、2010年 環境省大気・水環境局水環境課長、原子力災害対策本部 廃炉・汚染水対策チーム事務局長補佐、汚染水処理対策委員会委員、2012年 内閣府沖縄総合事務局次長、2013年 内閣府大臣官房審議官。
退官後、2016年 一般財団法人先端建設技術センター理事、一般財団法人建設物価調査会常任参与、理事。国際土木委員会オブザーバー。
2020年 (令和2年) 8月、谷本光司の後任として阪神水道企業団企業長。琵琶湖・淀川水質保全機構評議員。2021年11月、小林眞 (八戸圏域水道企業団企業長) の後任として全国水道企業団協議会会長代行、2022年5月の第66回同協議会総会で会長に就任。